# Aerangis stelligera
Aerangis stelligera é uma espécie de orquídea monopodial epífita, família Orchidaceae, que habita o centro oeste da África tropical.